# Jeunes Filles sur un pont
Jeunes Filles sur un pont (Pikene på broen en norvégien) est un tableau expressionniste du peintre norvégien Edvard Munch, réalisé en 1901. 

## Description
Trois jeunes femmes sont debout contre la balustrade d'un pont. Ce pont, prolongé par une route qui monte, est un lieu particulier d'Aagaardstrand, une station balnéaire du fjord d'Oslo, où Munch a passé de nombreux étés, une saison très courte en Norvège. Leurs formes sont sommaires : elles se présentent plus comme un accord de trois couleurs que comme des personnages. La bande sablonneuse de la berge est tachée de verdure, la vieille maison est entourée d'arbres et d'un enclos de bois blanc.
L'artiste a peint 12 versions de ce tableau au cours de sa vie, notamment entre 1886 et 1927. Chaque tableau correspond à une émotion particulière de l'auteur, qu'il retransmet à travers la couleur et la luminosité. On remarque par exemple, que le tableau de 1901 et celui de 1927 exprime la même image mais dans des couleurs différentes. 
L'une des versions de ce tableau, peinte spécialement pour le salon parisien des indépendants de 1903, a été achetée par Mikhaïl Morozov et est actuellement conservée au musée des beaux-arts Pouchkine à Moscou.

## Commentaire

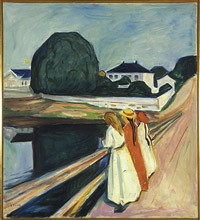
Les jeunes filles sur un pont, 1927, actuellement au musée Munch, à Oslo, en Norvège

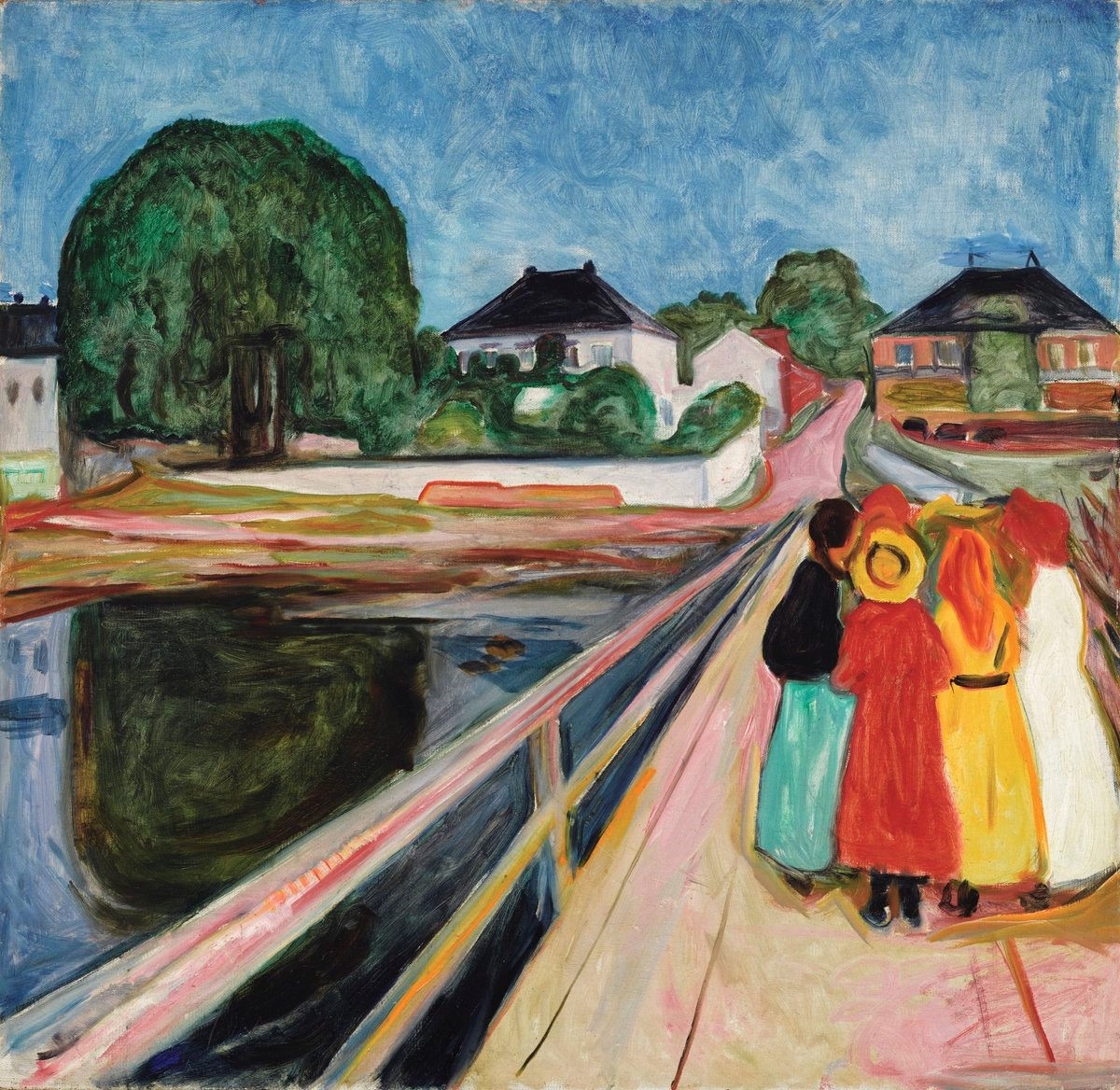
Peinture à l'huile d'Edvard Munch 1902 vendu aux enchères en 54,6 millions de dollars.

Munch a commenté ainsi son tableau :  « Dans un état d'âme intérieur puissant, le paysage exercera un effet bien particulier sur l'homme, par la représentation de ce paysage, on parviendra à une image de son propre sentiment intérieur, et c'est cet état qui constitue l'essentiel, la nature n'est qu'un moyen. »
Les jeunes filles sur un pont  peint en 1902 vendu à Sotheby’s New York le 14 novembre 2016 pour 54,5 millions de dollar, ce tableau a été acheté par le milliardaire Hasso Plattner.